# Dzweli Kweszi
Dzweli Kweszi (gruz. ძველი ქვეში) – wieś w Gruzji, w regionie Dolna Kartlia, w gminie Bolnisi. W 2014 roku liczyła 1199 mieszkańców.